# Los Van Van
Los Van Van és una orquestra cubana de salsa i timba fundada l'any 1969 pel baixista Joan Formell. L'orquestra Joan Formell i Los Van Van tenen el mèrit d'haver tret 20 discs amb més de 150 temes i el fet de trencar records en cada edició de venda.
Varen aconseguir discs d'or i de platí l'any 1997. L'any 2000 aconsegueixen un grammy amb el disc llegó Van Van.
José Luís Quintana "Changuito" fou durant molts anys el principal percussionista de la banda i juntament amb Joan Formell creador de l'estil característic del grup: El Songo.
El pianista i coautor de molts números de l'orquestra Cesar "Pupy" Pedroso marxà del grup l'any 2001 i creà la seva pròpia orquestra "Pupy y los que son". Los Van Van foren la primera agrupació cubana en utilitzar un sintetitzador.